# Prostaglandinski D2 receptor
Prostaglandinski D2 receptor (DP1) je G protein spregnuti receptor, kodiran PTGDR genom. Njegov endogeni ligand je prostaglandin D2.

## Mechanism
DP1 je G protein spregnuti receptor. Njegova aktivnosti je uglavnom posredovana G-S proteinima koji stimulišu adenilat ciklazu, što dovodi do povišenja intracelularnog cAMP i Ca2+.

## Funkcija
Ispitivanja na nokaut miševima sugeriraju da ligand ovog receptora, prostaglandin D2 (PGD2), funkcioniše kao posrednik izveden iz mastocita koji podstiče astmatične response. On uzrokuje vazodilataciju

## Literatura
- Boyce JA (2004). „The role of mast cells in asthma”. Prostaglandins Leukot. Essent. Fatty Acids. 69 (2–3): 195—205. PMID 12895603. doi:10.1016/S0952-3278(03)00081-4.
- Chiba T; Kanda A; Ueki S;  . (2007). „Possible novel receptor for PGD2 on human bronchial epithelial cells”. Int. Arch. Allergy Immunol. 143 Suppl 1: 23—7. PMID 17541272. doi:10.1159/000101400.
- Senior J; Sangha R; Baxter GS;  . (1992). „In vitro characterization of prostanoid FP-, DP-, IP- and TP-receptors on the non-pregnant human myometrium”. Br. J. Pharmacol. 107 (1): 215—21. PMC 1907618 . PMID 1422574.
- Boie Y; Sawyer N; Slipetz DM;  . (1995). „Molecular cloning and characterization of the human prostanoid DP receptor”. J. Biol. Chem. 270 (32): 18910—6. PMID 7642548. doi:10.1074/jbc.270.32.18910.
- Ishikawa TO; Tamai Y; Rochelle JM;  . (1997). „Mapping of the genes encoding mouse prostaglandin D, E, and F and prostacyclin receptors”. Genomics. 32 (2): 285—8. PMID 8833158. doi:10.1006/geno.1996.0118.
- Kobayashi T, Ushikubi F, Narumiya S (2000). „Amino acid residues conferring ligand binding properties of prostaglandin I and prostaglandin D receptors. Identification by site-directed mutagenesis”. J. Biol. Chem. 275 (32): 24294—303. PMID 10827082. doi:10.1074/jbc.M002437200.
- Wright DH, Ford-Hutchinson AW, Chadee K, Metters KM (2001). „The human prostanoid DP receptor stimulates mucin secretion in LS174T cells”. Br. J. Pharmacol. 131 (8): 1537—45. PMC 1572485 . PMID 11139429. doi:10.1038/sj.bjp.0703688.
- Gervais FG; Cruz RP; Chateauneuf A;  . (2002). „Selective modulation of chemokinesis, degranulation, and apoptosis in eosinophils through the PGD2 receptors CRTH2 and DP”. J. Allergy Clin. Immunol. 108 (6): 982—8. PMID 11742277. doi:10.1067/mai.2001.119919.
- Noguchi E; Shibasaki M; Kamioka M;  . (2002). „New polymorphisms of haematopoietic prostaglandin D synthase and human prostanoid DP receptor genes”. Clin. Exp. Allergy. 32 (1): 93—6. PMID 12002745. doi:10.1046/j.0022-0477.2001.01261.x.
- Hakonarson H; Bjornsdottir US; Halapi E;  . (2002). „A Major Susceptibility Gene for Asthma Maps to Chromosome 14q24”. Am. J. Hum. Genet. 71 (3): 483—91. PMC 379187 . PMID 12119603. doi:10.1086/342205.
- Iwasaki M; Nagata K; Takano S;  . (2002). „Association of a new-type prostaglandin D2 receptor CRTH2 with circulating T helper 2 cells in patients with atopic dermatitis”. J. Invest. Dermatol. 119 (3): 609—16. PMID 12230502. doi:10.1046/j.1523-1747.2002.01862.x.
- Strausberg RL; Feingold EA; Grouse LH;  . (2003). „Generation and initial analysis of more than 15,000 full-length human and mouse cDNA sequences”. Proc. Natl. Acad. Sci. U.S.A. 99 (26): 16899—903. PMC 139241 . PMID 12477932. doi:10.1073/pnas.242603899.
- Moreland RB; Nehra A; Kim NN;  . (2003). „Expression of functional prostaglandin D (DP) receptors in human corpus cavernosum smooth muscle”. Int. J. Impot. Res. 14 (6): 446—52. PMID 12494276. doi:10.1038/sj.ijir.3900900.
- Faveeuw C, Gosset P, Bureau F;  . (2003). „Prostaglandin D2 inhibits the production of interleukin-12 in murine dendritic cells through multiple signaling pathways”. Eur. J. Immunol. 33 (4): 889—98. PMID 12672054. doi:10.1002/eji.200323330.
- Angeli V; Staumont D; Charbonnier AS;  . (2004). „Activation of the D prostanoid receptor 1 regulates immune and skin allergic responses”. J. Immunol. 172 (6): 3822—9. PMID 15004188.
- Gerhard DS; Wagner L; Feingold EA;  . (2004). „The Status, Quality, and Expansion of the NIH Full-Length cDNA Project: The Mammalian Gene Collection (MGC)”. Genome Res. 14 (10B): 2121—7. PMC 528928 . PMID 15489334. doi:10.1101/gr.2596504.
- Oguma T; Palmer LJ; Birben E;  . (2004). „Role of prostanoid DP receptor variants in susceptibility to asthma”. N. Engl. J. Med. 351 (17): 1752—63. PMID 15496624. doi:10.1056/NEJMoa031785.
- Spik I; Brénuchon C; Angéli V;  . (2005). „Activation of the prostaglandin D2 receptor DP2/CRTH2 increases allergic inflammation in mouse”. J. Immunol. 174 (6): 3703—8. PMID 15749909.
- Hirano Y; Shichijo M; Deguchi M;  . (2007). „Synergistic effect of PGD2 via prostanoid DP receptor on TNF-alpha-induced production of MCP-1 and IL-8 in human monocytic THP-1 cells”. Eur. J. Pharmacol. 560 (1): 81—8. PMID 17307163. doi:10.1016/j.ejphar.2007.01.003.

## Spoljašnje veze
- „Prostanoid Receptors: DP1”. IUPHAR Database of Receptors and Ion Channels. International Union of Basic and Clinical Pharmacology. Архивирано из оригинала 03. 03. 2016. г.